# Kitee
Kitee es un municipio de Finlandia localizado en la región de Karelia del Norte muy cerca de la frontera con Rusia. 
Posee una población de 10 024 habitantes (2013) y cubre un área de 1141,75 km², de los cuales 276,87 km² (cerca del 25 %) es agua. La densidad de población es de 8,98 hab./km².
Anteriormente el municipio también se conocía con el nombre de «Kides» en documentos suecos.
La banda de metal sinfónico, Nightwish, es originaria de este municipio, al ser el lugar de nacimiento del teclista, líder y principal compositor Tuomas Holopainen, el guitarrista Emppu Vuorinen, el ex-baterista Jukka Nevalainen, el antiguo bajista Sami Vänskä y la ex-vocalista, Tarja Turunen.